# Anticicló de Sibèria
L'Anticicló siberià (també dit Anticicló Russo-siberià) és un conjunt massiu d'aire sec fred o molt fred que s'acumula al territori d'Euràsia gran part de l'any. Arriba a la seva mida més gran durant l'hivern, quan la temperatura de l'aire prop del centre de la cèl·lula anticiclònica sovint és més baixa dels -40 °C. La pressió atmosfèrica a nivell del mar està sovint per sobre de 1.040 mbar. L'anticicló de Sibèria és el més fort dels anticiclons semipermanents de l'hemisferi nord i és el responsable de les seves baixes temperatures que el 15 de gener de 1885 van arribar a -67.8 °C a Verkhoiansk i de les altes pressions com la de 1.083,8 mbar enregistrada a Agata, Sibèria el 31 de desembre de 1968.
L'anticicló de Sibèria afecta llocs tan allunyats del seu centre com la Vall del Po a Itàlia. Pot bloquejar o reduir la mida de les cèl·lules de baixa presssió o ciclons i generar temps sec a gran part d'Euràsia i Canadà. A l'estiu l'anticicló siberià és substituït per un sistema de baixes pressions i, per tant, en la zona afectada hi ha un màxim de pluges a l'estiu. En general l'anticicló de Sibèria comença a formar-se a finals del mes d'agost, i arriba al màxim durant l'hiverm i roman fort fins finals d'abril.